# 고엘
고엘 제도는 고대 근동 히브리 사회에서 발견할 수 있는 독특한 제도로 친족 및 혈연 공동체를 중심으로 사회생활이 이루어지던 때에 공동체의 구성원들이 서로의 생명과 재산 및 가문을 보호해 주기 위한 일종의 상호 보호 제도이다.

## 어원
고엘은 히브리어에서 온 단어로, '친족, 친족으로서의 역할을 하다'라는 뜻을 가지고 있다.

## 성경에 나타난 고엘 제도
성경에서는 ‘고엘 제도’ 대해 구체적으로 명시하고 있지는 않지만,
1. 가난한 형제가 빚 때문에 종으로 팔려가게 되었을 경우에 가까운 친척이 그 빚을 갚음으로써 그를 종의 굴레에서 해방시켜 주어야 했고(레 25:47-55)
2. 또한 형제가 자신의 토지를 팔았을 경우에 가까운 친척이 일정 기간 후에 그 값을 치름으로써 다시 그 토지를 돌려받게 할 수 있었으며(레25:23-28)
3. 자기 형제가 죄를 지었을 경우에 친족은 그 형제의 죄 값을 무를 의무를 지기도 하고(민5:8)
4. 친족 중 한 사람이 누군가에 의해 살해되었을 경우 가까운 친척이 그를 위해 피의 보수자가 되는(민35:19) 등을 통해 이 제도를 간접적으로 이야기하고 있다.

이 모든 것에서 이야기하는 핵심은 공동체 자체의 존속 문제였다. 따라서 여러 제도 중 형제가 자식 없이 죽었을 경우 그 공동체를 존속시키기 위해 가까운 형제 순으로 남겨진 미망인과 동침하여 기업을 이을 자를 낳게 해주는 계대결혼(繼代結婚) 제도가 고엘 제도의 핵심을 내포하고 있다.

## 같이 보기
- 구속주